# Neobisium karamani
Espèce
Synonymes
- Obisium karamani Hadži, 1929

Neobisium karamani est une espèce de pseudoscorpions de la famille des Neobisiidae.

## Distribution
Cette espèce est endémique de Macédoine du Nord. Elle se rencontre à Patichka Reka dans une grotte.

## Systématique et taxinomie
Cette espèce a été décrite sous le protonyme Obisium karamani par Hadži en 1929. Elle est placée dans le genre Neobisium par Beier en 1932.

## Étymologie
Cette espèce est nommée en l'honneur de Stanko L. Karaman.

## Publication originale
- Hadži, 1929 : Obisium (Blothrus) karamani, pseudoscorpion nouveaux de la Serbie du Sud. Acta Societatis Entomologicae Jugoslavensis, vol. 3/4, p. 61-71.